# Deidra Dionne
Deidra Dione (North Battleford, 5 februari 1982) is een voormalig freestyleskiester uit Canada. Ze vertegenwoordigde haar vaderland op de Olympische Winterspelen 2002 in Salt Lake City en op de Olympische Winterspelen 2006 in Turijn.
In september 2005 brak Dionne haar nek bij een training, waardoor ze bijna verlamd raakte. Ze herstelde snel waardoor ze vijf maanden later mee kon doen aan de Olympische Winterspelen in 2006. In oktober 2009 beëindigde ze haar topsportcarrière nadat in haar rechter temporale kwab een goedaardige tumor was ontdekt.
Tegenwoordig is Dionne vicevoorzitter van het Canadese nationaal olympisch comité en heeft ze haar eigen column 'Money at Play' op de website van de Canadese publieke omroep CBC.

## Resultaten

### Olympische Winterspelen
| Jaar | Plaats         | Resultaten  |
| ---- | -------------- | ----------- |
| 2002 | Salt Lake City | Aerials     |
| 2006 | Turijn         | 22e Aerials |

### Wereldkampioenschappen
| Jaar | Plaats      | Resultaten  |
| ---- | ----------- | ----------- |
| 2001 | Whistler    | Aerials     |
| 2003 | Deer Valley | Aerials     |
| 2005 | Ruka        | 17e Aerials |
| 2009 | Inawashiro  | 16e Aerials |

### Wereldbeker
Eindklasseringen
| Seizoen   | Algemeen         | Aerials           |
| --------- | ---------------- | ----------------- |
| 1999/2000 | 25e 60,00 punten | 13e 240,00 punten |
| 2000/2001 | 16e 74,00 punten | 9e 372,00 punten  |
| 2001/2002 | 8e 84,00 punten  | · 420,00 punten   |
| 2002/2003 | 17e 77,00 punten | 8e 460,00 punten  |
| 2003/2004 | 31e 29,00 punten | 9e 343,00 punten  |
| 2004/2005 | 21e 31,00 punten | 7e 368,00 punten  |
| 2005/2006 | 109e 3,00 punten | 34e 36,00 punten  |
| 2007/2008 | 38e 23,00 punten | 12e 208,00 punten |
| 2008/2009 | 68e 13,00 punten | 24e 93,00 punten  |

### Europabeker
Eindklasseringen
| Seizoen   | Algemeen         | Aerials          |
| --------- | ---------------- | ---------------- |
| 2002/2003 | 17e 77,00 punten | 8e 460,00 punten |

### Noord-Amerikabeker
Eindklasseringen
| Seizoen   | Algemeen         | Aerials          | Moguls           | Acro             | Combined        |
| --------- | ---------------- | ---------------- | ---------------- | ---------------- | --------------- |
| 1996/1997 | 19e 14,00 punten | 16e 22,00 punten | 42e 19,00 punten | 10e 44,00 punten | 4e 25,00 punten |
| 1997/1998 | 29e 12,00 punten | 10e 37,00 punten |                  |                  |                 |
| 1998/1999 | 20e 14,00 punten | 6e 41,00 punten  |                  |                  |                 |
| 2001/2002 | 19e 15,00 punten | 9e 46,00 punten  |                  |                  |                 |
| 2002/2003 | 32e 8,00 punten  | 12e 23,00 punten |                  |                  |                 |
| 2008/2009 |                  | 14e 80,00 punten |                  |                  |                 |

Noord-Amerikabekerzeges
| Datum            | Plaats            | Onderdeel |
| ---------------- | ----------------- | --------- |
| 17 februari 1997 | Fortress Mountain | Combined  |
| 14 februari 1999 | Fortress Mountain | Aerials   |